# Desierto del Namib
El desierto del Namib es un importante desierto de África que se extiende a lo largo de la costa de Namibia, entre el río Orange, que marca la frontera con la República de Sudáfrica, al sur, y el río Kunene, entre Namibia y Angola, al norte. Tiene una longitud de unos 2000 km, una anchura que varía entre 80 y 200 km y una extensión cercana a los 81 000 km². Su nombre, Namib, significa en lengua nama «enorme».
Algunos geógrafos consideran que el biotopo o la ecorregión propiamente dicha (tal como está definida por Fondo Mundial para la Naturaleza, WWF) se extiende entre el río Uniab, 200 km al norte del cabo Cross, y la población de Lüderitz en el sur. La parte del Namib que se extiende al norte del río Uniab se denomina desierto de Kaoko y se adentra en Angola; tiene un río siempre con agua, el Kunene, llueve más (hasta 100 mm en tormentas esporádicas de octubre a marzo) y la fauna y la flora son más abundantes. La parte del Namib que se extiende al sur de Lüderitz se denomina Karoo (Karoo suculento y Karoo nama) y se adentra notablemente en Sudáfrica; tiene un río siempre con agua, el Orange, en otro tiempo poblado de hipopótamos, y se caracteriza por ser la región del mundo más abundante en especies de plantas suculentas (más de 10 000).
El Namib está considerado el desierto más viejo del mundo y se tiene constancia de que ya existía durante la Era Terciaria, hace 65 millones de años, época en que se extinguieron los dinosaurios. La Unesco declaró al Namib como Patrimonio de la Humanidad en 2013.

## Ecosistema

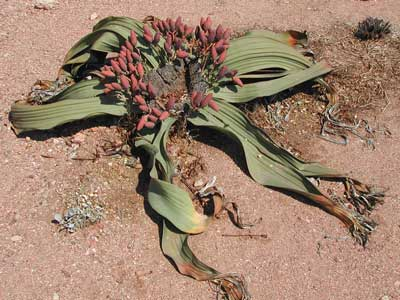
Hembra de Welwitschia mirabilis

El desierto Namib se divide en dos regiones climáticas, divididas en el centro por la bahía de Walvis y el trópico de Capricornio. Al norte, las lluvias aumentan progresivamente y oscilan entre los 20 mm de la costa y los 85 mm del interior, y siempre se reciben en verano. Al sur, en la reserva de Namib Naukluft Park y hasta el río Orange, las lluvias son incluso más escasas y esporádicas, y pueden aparecer en cualquier época del año. En esta zona, las temperaturas son más bajas, y no son extrañas las heladas durante el invierno.
En todos los casos, el límite del desierto lo marca una cadena montañosa que recibe el nombre de Gran Escarpe. En el norte, este sistema montañoso es atravesado por diversos ríos estacionales que alcanzan la costa y sirven de corredor a la fauna y a la flora, pero desde el cañón de Kuiseb, en las cercanías de la bahía de Walvis, hacia el sur, la barrera de dunas convierte el desierto en una barrera infranqueable. 
La costa está recorrida de sur a norte por la corriente de Benguela, de aguas muy frías y ricas en nutrientes y en plancton, con una gran abundancia de peces y una nutrida colonia de osos marinos. El agua fría del mar y los vientos constantes hacia tierra favorecen la presencia de nieblas costeras al menos 180 días al año, que hacen que las temperaturas sean muy inferiores en la costa a las del interior del país, que superan con facilidad los 45 °C en verano. 
La vida en el desierto del Namib está asociada a varios factores. Entre ellos, las nieblas, que favorecen la existencia de determinadas plantas y animales adaptados a esta aportación extra de humedad, como un tipo de escarabajo característico del Namib, del género Stenocara, cuyos élitros están diseñados para hacer que los húmedos vientos matinales depositen gotitas de agua sobre su espalda.
Otros factores que favorecen la existencia de vida son la estrechez del desierto, que permite la incursión desde zonas donde hay herbazales de los animales de gran tamaño, y la presencia de cañones y valles, que aunque en el sur no atraviesan las dunas, dan lugar a charcas y pozas donde se puede encontrar agua. En el norte, estos valles llegan hasta el mar y se convierten en corredores de vegetación de fácil acceso.
Estos factores permiten la presencia en el Namib de animales como oryx, antílopes, avestruces, chacales, hienas y caballos salvajes en el sur, y además de éstos, en el norte se encuentran elefantes, cebras, leones, y jirafas. 
En cuanto a la vegetación, la especie más notable del Namib es la Welwitschia mirabilis, una gimnosperma  adaptada a la vida en el desierto que puede vivir hasta dos mil años. Fue descubierta en 1860 en el sur de Angola por el austriaco Friedrich Welwitsch, y los ejemplares más grandes se encuentran en el Welwitschia Fläche, en una llanura desértica, 50 km al este de Swakopmund. El aspecto de la planta, que sólo crece en el Namib, es el de una inmensa zahahoria prominente (la mayor tiene 1,5 m de altura), de la cual emergen dos hojas anchas y rastreras que pueden crecer más de seis metros y que en sus extremos se deshilachan. A veces nacen 2 o más plantas juntas y se auto injertan, creando así un ejemplar con 4 o más hojas. Además, esta planta tiene un polinizador propio, la chinche de la Welwitschia (Probergrothius sexpunctatis), un raro tipo de chinche que vive alimentándose del néctar de la flor, polinizándola en el proceso, pero que en adición transmite un hongo (Aspergillus niger) perjudicial para la semilla y su germinación. De todos modos quedan semillas suficientes para que la planta continúe su legado.
También existen plantas xerófilas no suculentas o subsuculentas como la Acacia luederitzii o plantas xerófilas suculentas como algunas Aizoaceaes y Euphorbias. También hay plantas de la subtribu Stapeliinae, del género Aloe y del género Aloidendron.

## Geografía

### De sur a norte: entre el río Orange y Lüderitz
El desierto del Namib se inicia en la frontera sudafricana, definida por el río Orange. Al norte se encuentra una concesión diamantífera de acceso restringido, la Restricted Diamond Area Sperrgebiet, cuyo límite se encuentra en la carretera nacional B4, que atraviesa el desierto entre las ciudades de Aus, en el interior, y Lüderitz, en la costa, a doscientos kilómetros del fronterizo río Orange.
Muy cerca de Lüderitz se encuentra la ciudad fantasma de Kolmanskop, devorada poco a poco por la arena del desierto. En su tiempo fue la penúltima parada de la línea férrea que une Aus con Lüderitz y prosperó gracias a los diamantes, pero cuando éstos desaparecieron de las cercanías, la ciudad fue abandonada.

### El parque nacional de Namib-Naukluft
Al norte de la línea férrea que une Aus con Lüderitz y hasta el río Kuiseb, al norte, se encuentra el Parque nacional de Namib-Naukluft, una región deshabitada junto al mar que tiene unos 320 km de longitud y alrededor de 120 km de anchura. Está formada en su mayor parte por dunas de hasta 300 m de altura. Las más cercanas al mar forman alineaciones paralelas a la costa debido a los vientos dominantes del oeste. Su origen está en las arenas arrastradas por el río Orange del interior del Kalahari, que son depositadas en el mar y llevadas luego hacia el norte por la corriente de Benguela. En el interior, sin embargo, durante una época del año, los vientos soplan en dirección contraria y, a unos 80 km del mar, las dunas tienen forma estrellada. 
En el centro geométrico de Naukluft se encuentra una de las zonas más interesantes de la región, el área de Sossusvlei, a la que se accede desde la zona de acampada de Sesriem, a la entrada del parque. Sossusvlei recibe este nombre por los lagos (vlei) que se forman en esta zona cuando llueve. Muchos de ellos están secos desde hace cientos de años y en este caso reciben el nombre de Deathvlei, de gran belleza por su fondo blanco y plano rodeado de dunas de color cobre de trescientos metros de altura, adornados además con los esqueletos de las acacias muertas que aparecen diseminadas por su interior. 
Es fácil encontrar en Sossusvlei lagos vivos después de un episodio de lluvias y ver en ellos alguna de las 180 especies de aves que se han encontrado en el Namib. A Sossusvlei se accede siguiendo el amplio valle del Tsauchab, rodeado de dunas cobrizas. Allí se encuentra la famosa duna 45, a la que ascienden los visitantes al amanecer para ver la salida del sol. Sus 300 m no pueden competir, no obstante, con la duna 7, la más alta del mundo, de 380 m de altura. Las dunas más cercanas al mar y paralelas a la costa están numeradas como si fueran calles, pero las dunas interiores, en forma de estrella, tienen números particulares. La duna 45 recibe este nombre porque se halla a 45 km de Sesriem. A 4 km de esta zona de acampada se encuentra el cañón de Sesriem, que también merece una visita.
El color de las dunas es debido a las arenas del Kalahari, que tienen un alto contenido en hierro, y que dan nombre al río Orange también, que es quien las deposita en la costa para que luego el viento las lleve hasta el interior del Namib. Las dunas están formadas básicamente de cuarzo, pero basta con acercar un imán a la arena para separar las limaduras de hierro que abundan como muchos otros minerales en esta región.

### Walvis Bay y Swakopmund
Walvis Bay está situada en la homónima bahía de Walvis y es el puerto más importante del país. La corriente fría de Benguela favorece la existencia de una gran cantidad de peces en la costa namibia, visitada por diversas flotas pesqueras que recalan en el puerto de Walvis y que procesan en muchos casos el pescado en las numerosas factorías que hay en los alrededores. Walvis Bay tiene unos 40 000 habitantes, divididos entre los antiguos colonizadores, que viven en una ciudad moderna de aspecto centroeuropeo y las barriadas de africanos que fueron separados en la época del apartheid, cuando Namibia pertenecía a Sudáfrica. 
A 30 km de Walvis Bay se encuentra la ciudad de Swakopmund, de unos 30.000 habitantes. Aquí acuden los namibios del interior del país, y sobre todo de Windhoek, durante el caluroso verano. En el Namib se alcanzan fácilmente los 45 °C en verano, pero en la costa la presencia de nubes bajas y el viento fresco del mar hace que las temperaturas sean 15 a 20 °C inferiores e incluso más en los días en que la niebla es espesa. Swakopmund es una ciudad moderna de aspecto centroeuropeo, con amplias avenidas y notables edificios coloniales construidos durante la dominación alemana.

### El cabo Cross
Unos 70 km más al norte se encuentra el cabo Cross, el primer lugar donde arribaron los europeos en esta costa en 1486. El portugués Diego Cao erigió la cruz que le dio nombre, y en 1893 los alemanes la enviaron a su país. Actualmente, este pedregoso cabo es famoso por la colonia de osos marinos que en su día alcanzó los 250 000 ejemplares, pero que se ha ido reduciendo hasta quedar convertida en unas pocas decenas de miles, rodeados de turistas y chacales. Estos depredadores acuden a devorar a las crías de los otarios que mueren al nacer, aplastadas o desnutridas cuando sus madres no acuden a ellas. Hay que decir que los otarios compiten con los pescadores por los bancos de peces y que se producen matanzas programadas para reducir esta competencia.

### Costa de los Esqueletos
El cabo Cross se encuentra en la National West Coast Tourist Recreation Area, que termina en el río Ugab. Desde aquí y hasta el río Kunene, 500 km más al norte, en la frontera con Angola, se extiende el Skeleton Coast Park. Se trata de una de las zonas menos accesibles de Namibia. Se puede llegar por carretera hasta Torra Bay, a la mitad del parque, y desde ahí sigue una pista que queda situada entre las dunas y el mar, con el aliciente de que los días en que las mareas son muy altas el agua llega hasta las dunas. Por eso es fácil encontrar vehículos abandonados, del mismo modo que se encuentran viejos barcos embarrancados y esqueletos de ballenas.
A pesar del aislamiento de la región y de las escasas lluvias que se producen en la zona costera, la estrechez del desierto en este lugar, de no más de 50 km, la abundancia de nutrientes en las aguas marinas, que favorecen la presencia de colonias de lobos marinos, los cursos de agua (Khumib, Hoarusib, Hoanib, Uniab, Koigab, Huab y Ugab) que, aunque secos la mayor parte del año, mantienen algunas charcas y corredores de vegetación y abren el paso hacia el interior, la cercanía de macizos montañosos como Tönnesenberge, Giraffeberge, Grootber y Brandberg, y la proximidad del Parque nacional Etosha, permiten la existencia de numerosas especies de animales, entre ellos elefantes, jirafas, rinocerontes negros y leones, además de antílopes, avestruces, hienas y chacales.
El número de elefantes en la costa de los Esqueletos, de la especie Loxodonta africana, ha descendido peligrosamente, debido a la reducción del Parque nacional de Etosha y a la creación de un corredor norte-sur para el poblamiento humano que separa el parque de la costa, pues los proboscídeos suelen acercarse al mar en época del lluvias desde el interior. 
En la región del río Kunene, más húmeda, al norte del parque, los elefantes se han convertido en un trofeo de caza y se calcula que su número se reduce actualmente a unos 300 ejemplares. Los elefantes de estas regiones son capaces de recorrer más de 60 km en un día entre uno y otro pozo de agua. A veces, el líquido elemento está a tanta profundidad, que las madres tienen que absorber el agua con la trompa y dársela a través de ella a las crías, incapaces de alcanzar el fondo por sí mismas. La vegetación en estos cursos de agua se compone de mopanes, tamariscos, carrizos y juncos.
El rinoceronte negro, de la especie Diceros bicornis, es relativamente abundante en Etosha y a pesar de que resulta prácticamente imposible que en el actualidad se desplace entre esta zona y la costa, se sabe que en la región de Kunene sobreviven un centenar de ejemplares.
El león, de la especie Panthera leo, se encuentra esporádicamente en la costa de los Esqueletos, puesto que depende de la presencia de su alimento principal: los oryx y las gacelas, y de los desplazamientos de estos. Los osos marinos, que podrían resultar un alimento fácil y suelen estar rodeadas de chacales, se encuentran demasiado lejos de las fuentes de agua dulce como para atraer a los leones, aunque en alguna ocasión excepcional se les ha visto matar otarios.
En los cursos de agua y en la zona más húmeda de Kunene se encuentran también jirafas (Giraffa camelopardalis), papiones (Papio hamadryas, el babuino sagrado egipcio), la gineta (Genetta genetta), el caracal (Caracal caracal) y el gato salvaje (Felis sylvestris), además de las 180 especies de aves clasificadas en el Namib.

## Galería

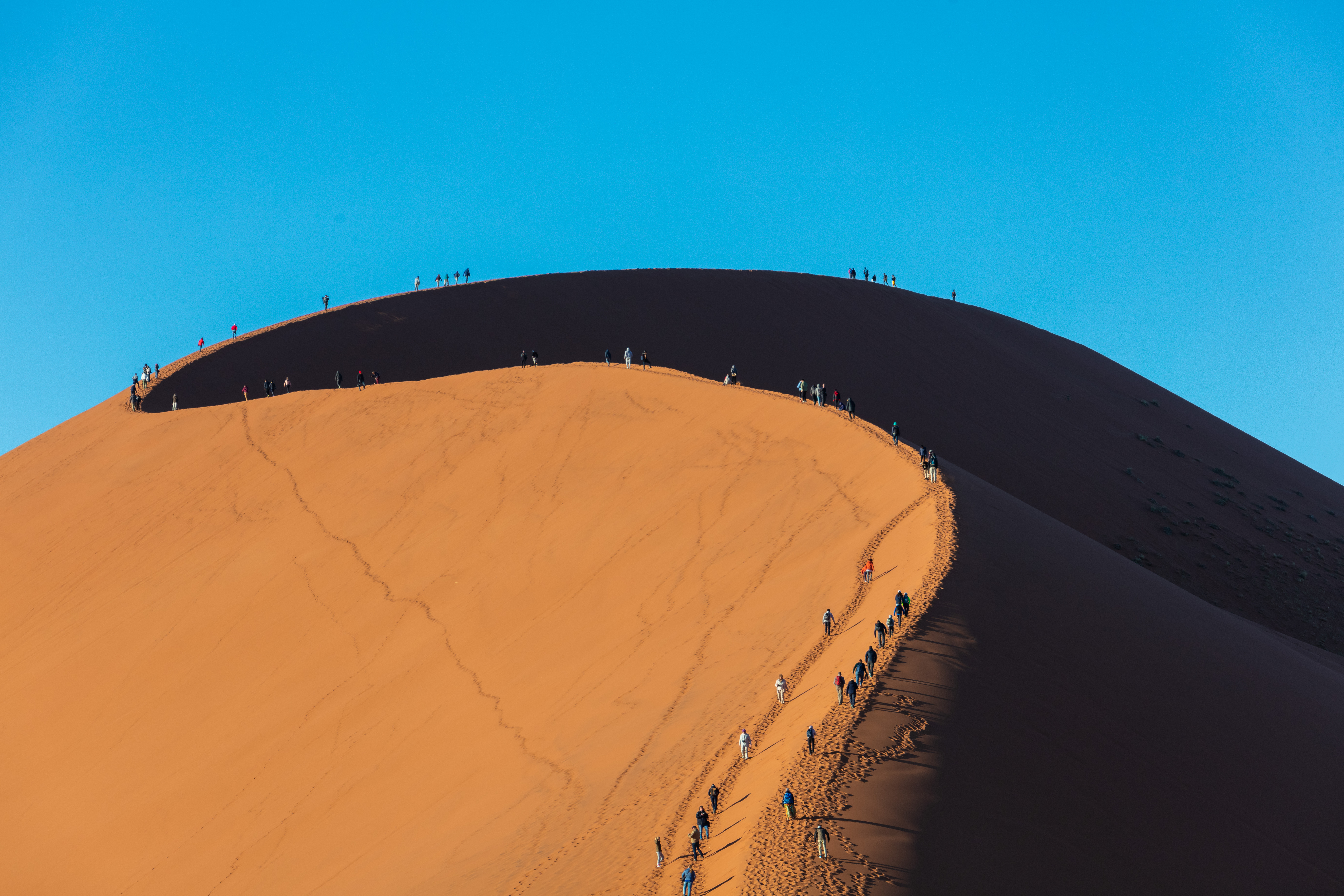
Ascenso a la Duna 45 del desierto del Namib a primera hora de la mañana.
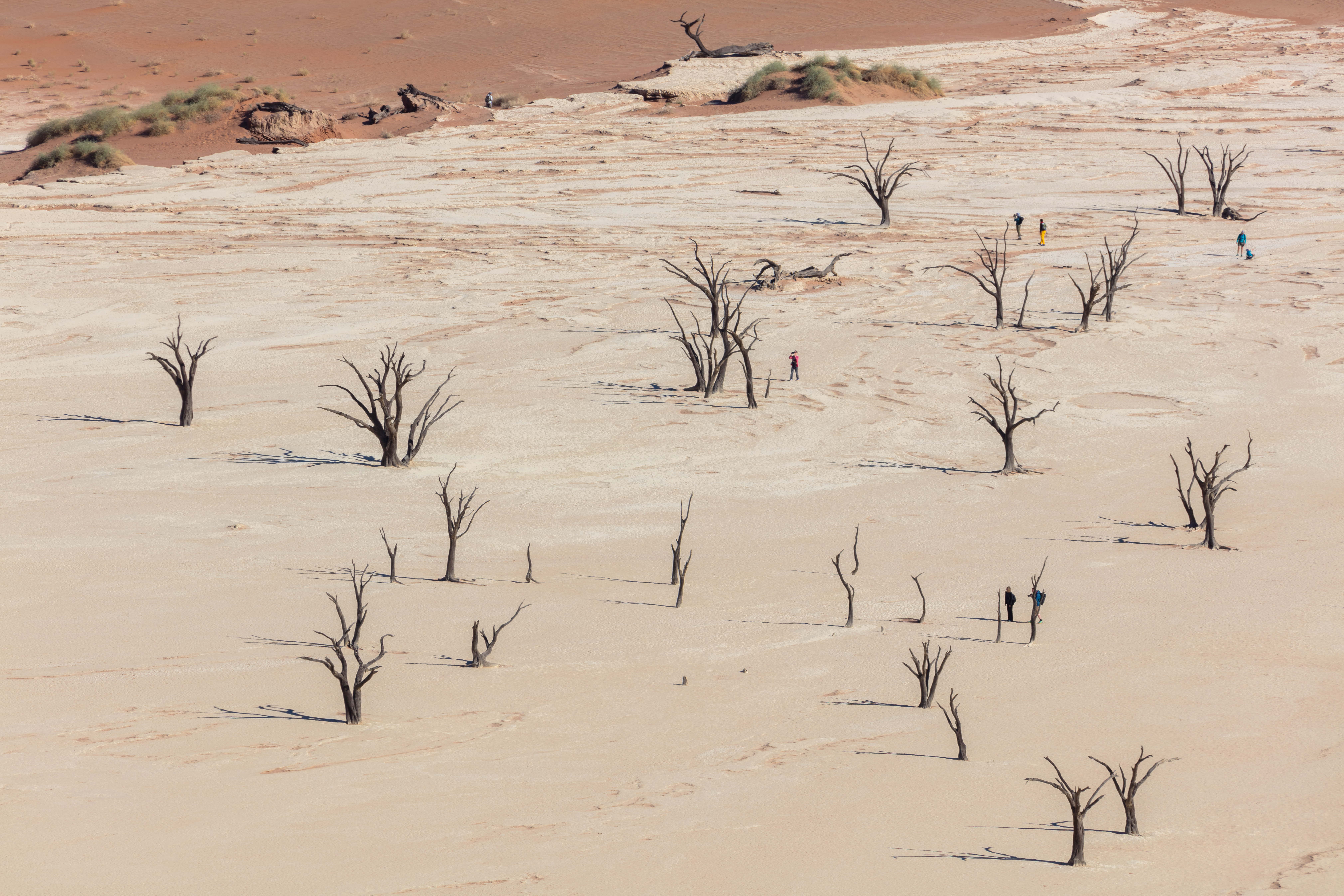
Vista de Dead Vlei, el paraje más popular del desierto de Namib.
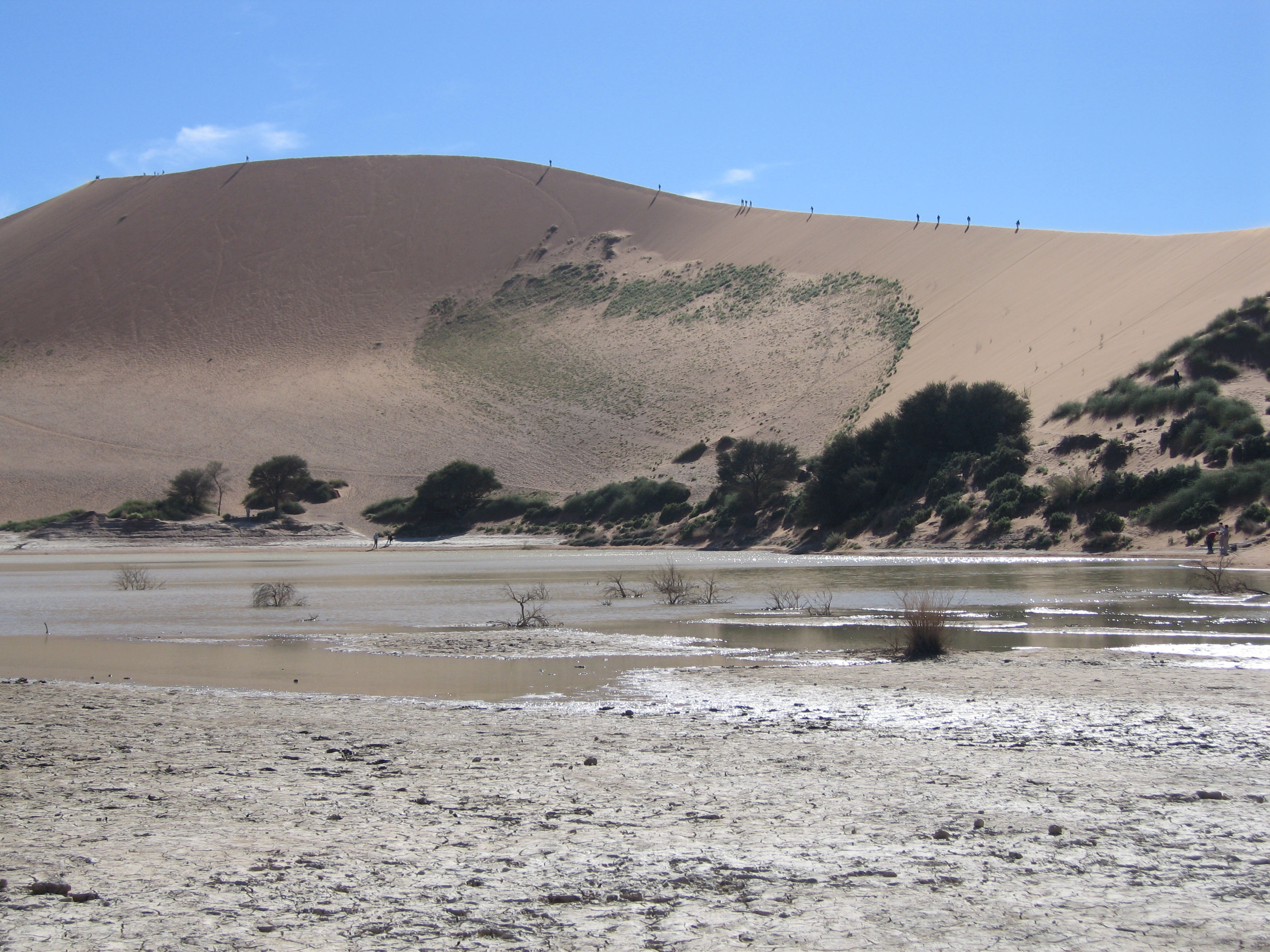
Laguna de carácter temporal formada en Sossusvlei después de una lluvia inusual en el mes de agosto que tuvo lugar 15 días antes de la foto.
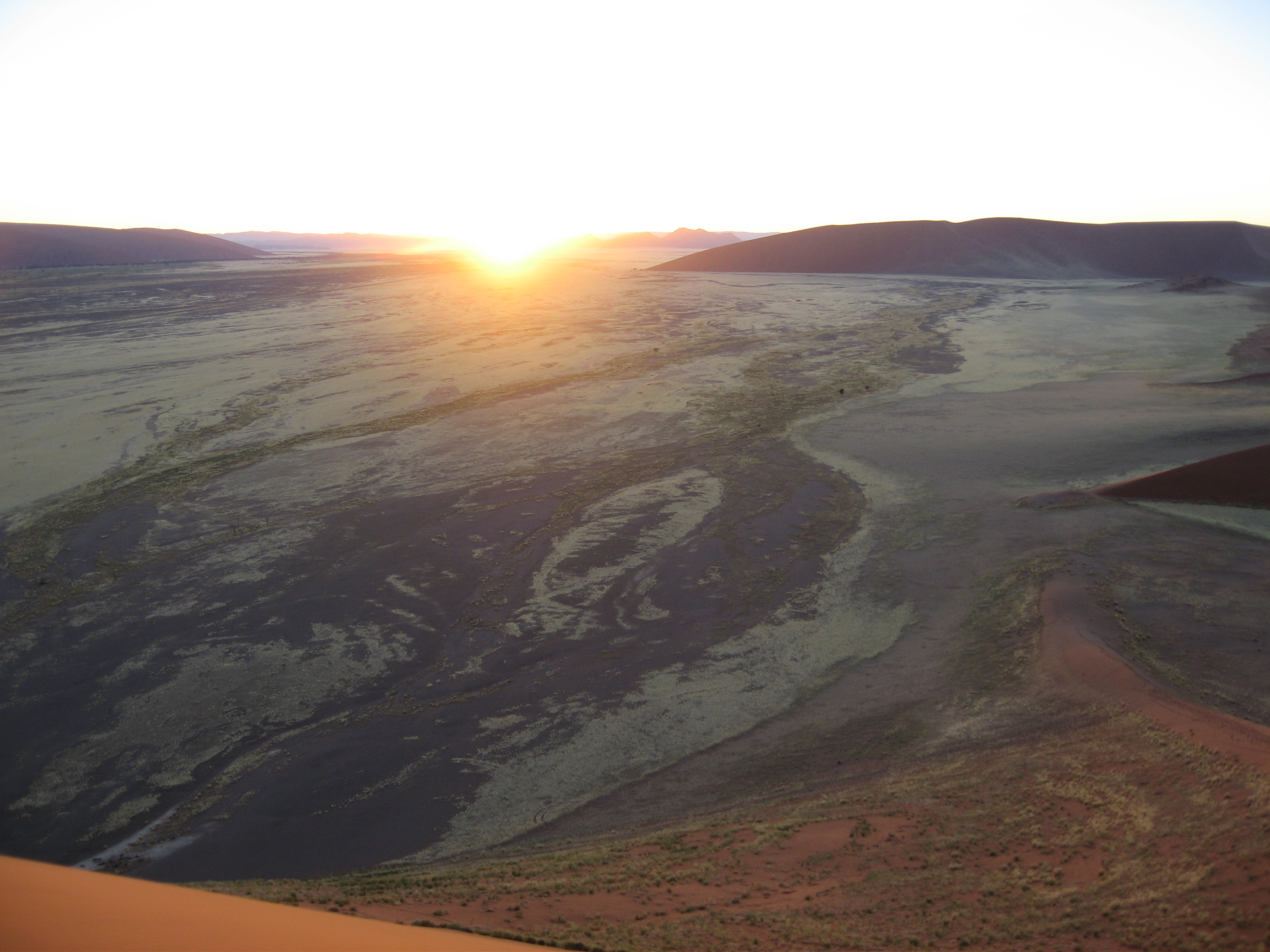
El momento que todos los turistas esperan a lomos de la Duna 45.
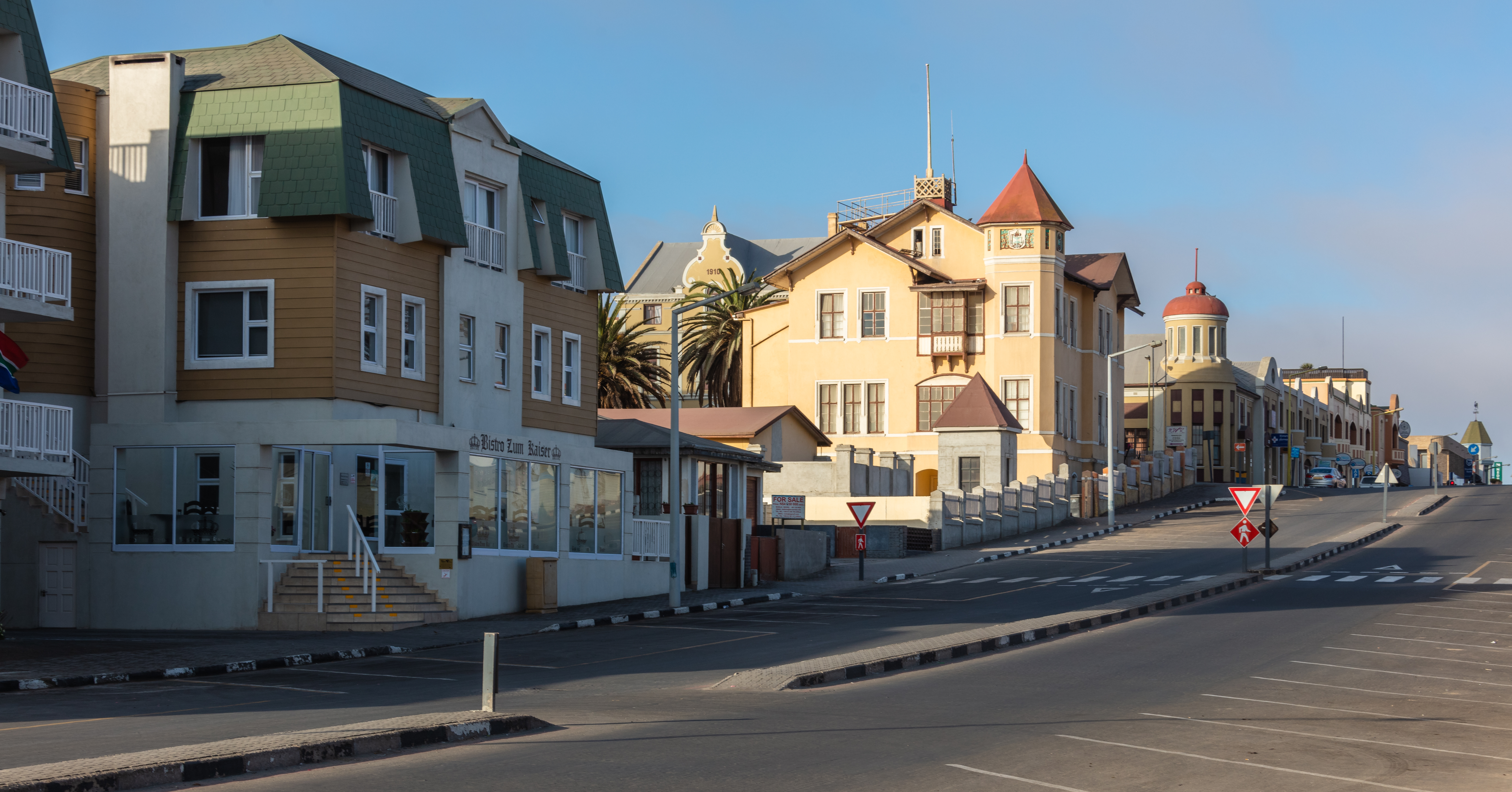
Swakopmund. Obsérvese la anchura de las avenidas en comparación con los edificios de estilo centroeuropeo.
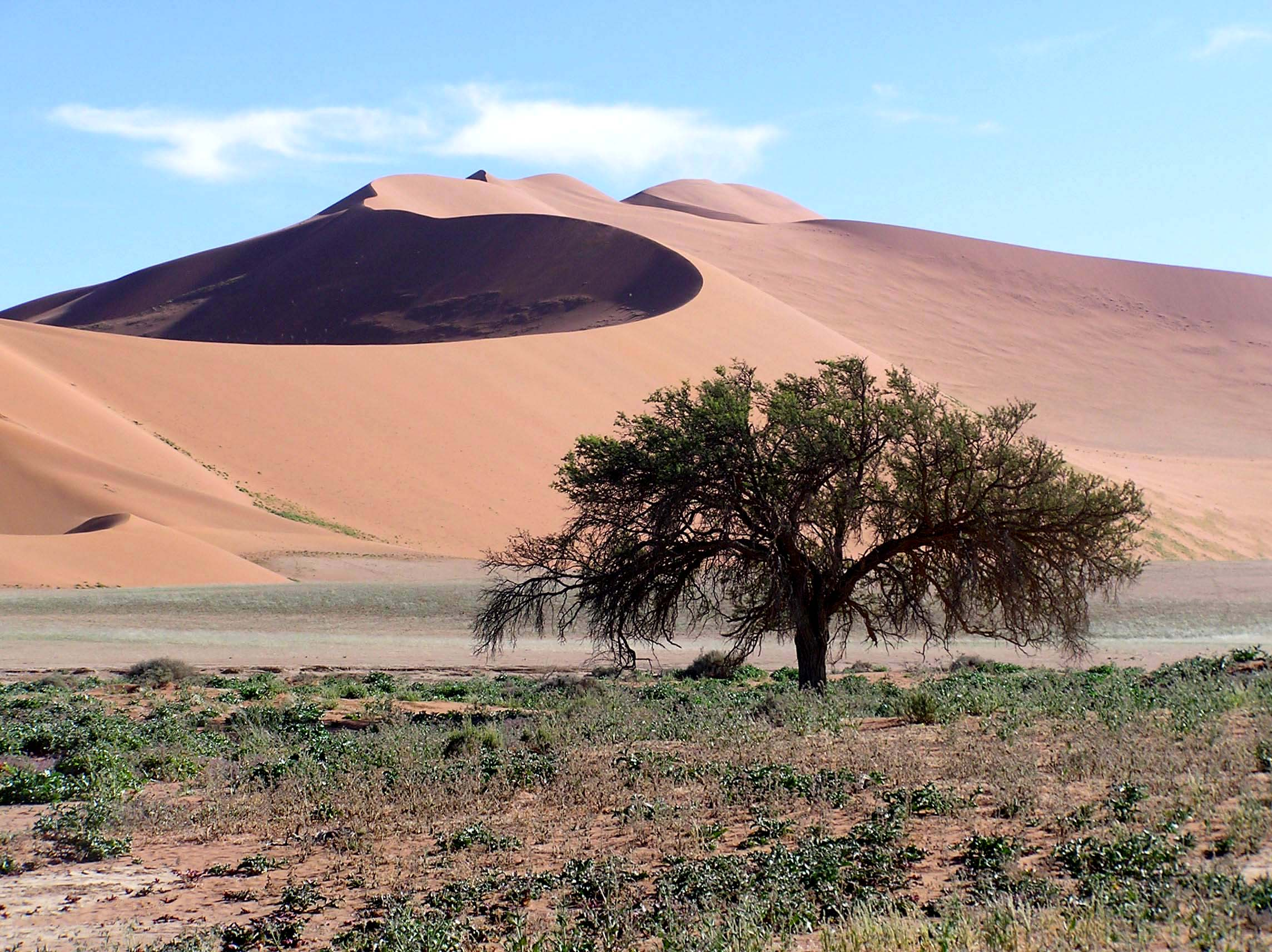
En el desierto del Namib, las acacias proveen de refugio y alimento a numerosas especies animales.
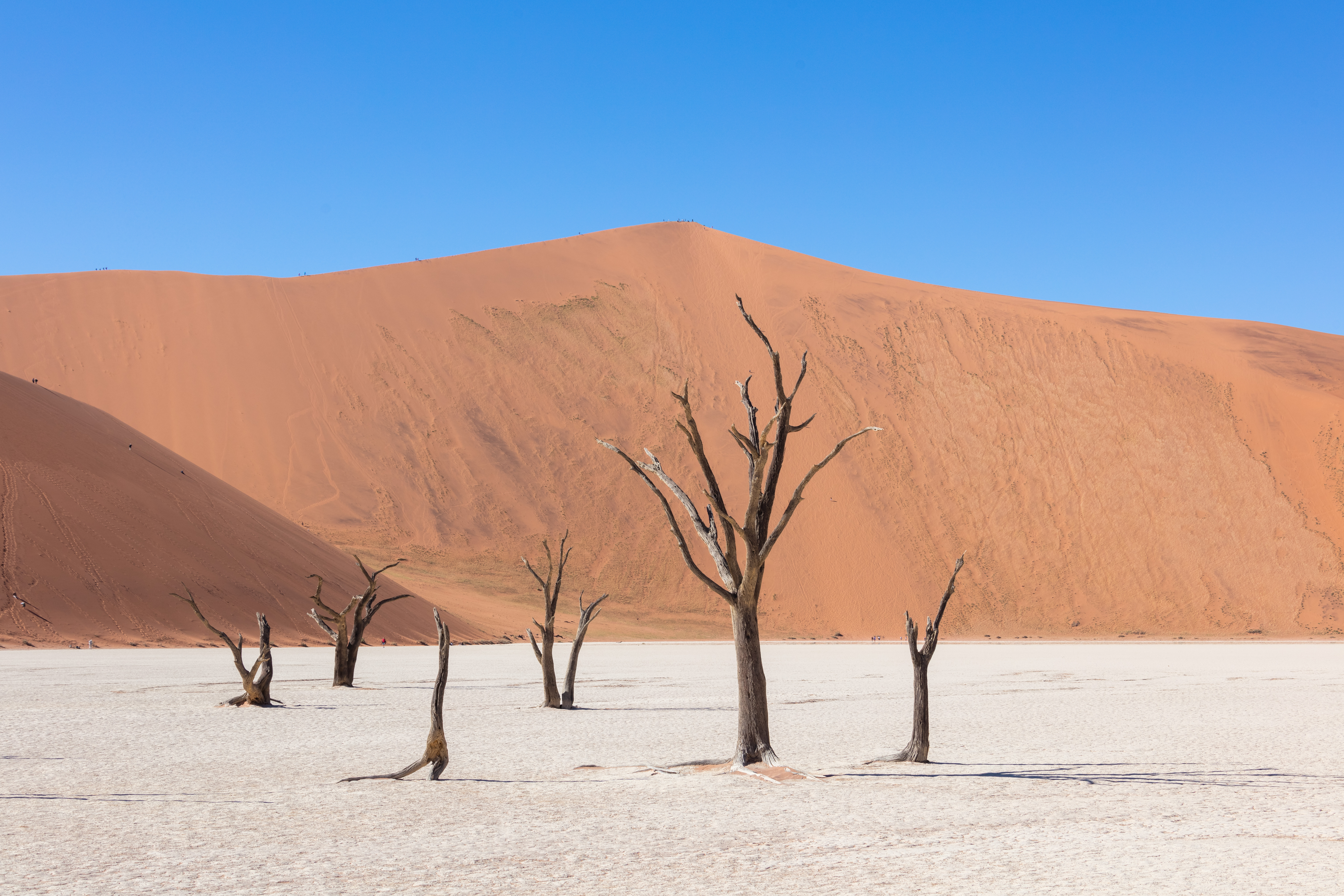
Las acacias secas que permanecen en los deathvleis, algunas hace cientos de años, sirven de oteadero a los cuervos del Namib.
Sossusvlei.
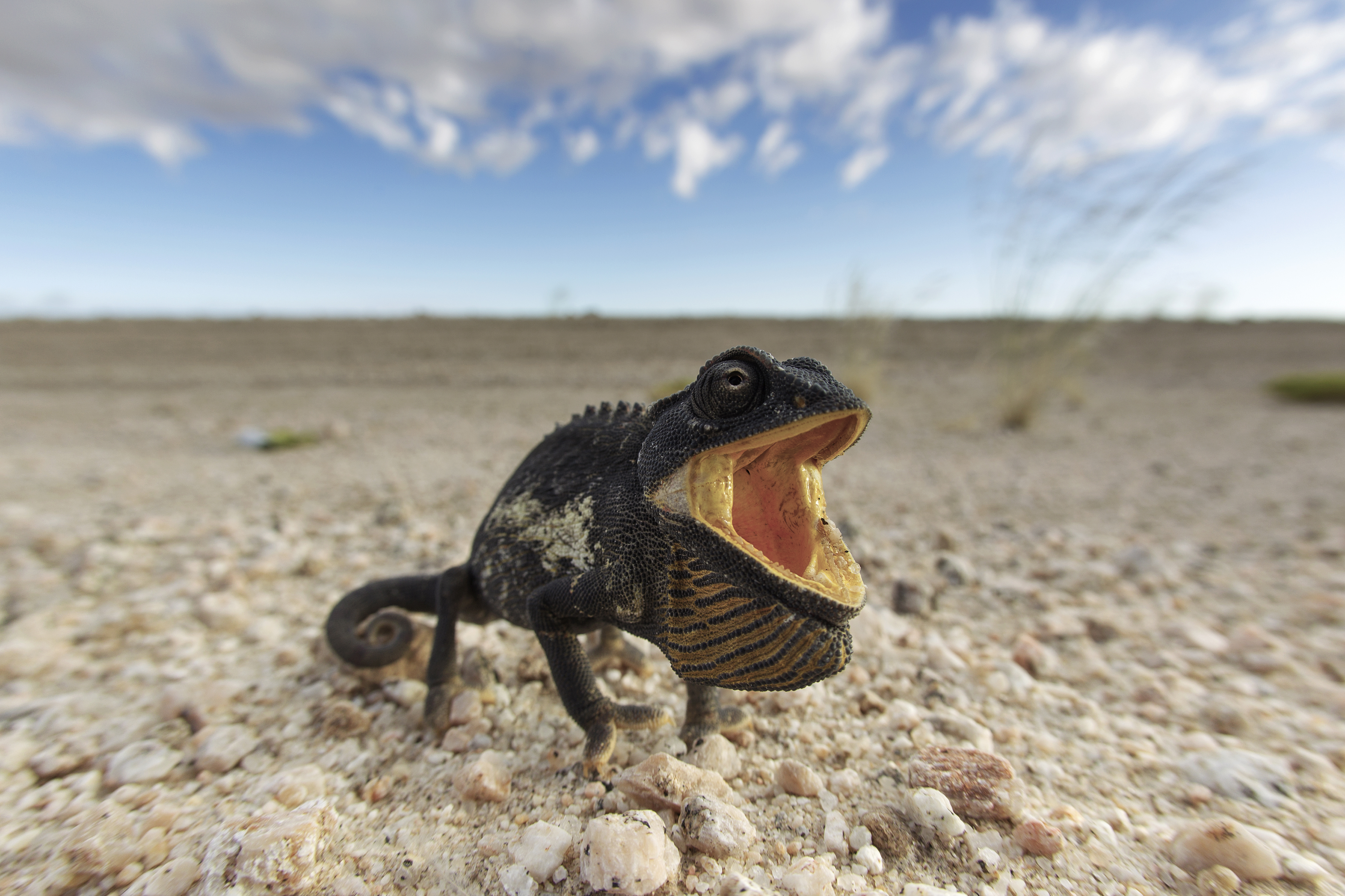
Chamaeleo namaquensis en Namib-Naukluft.
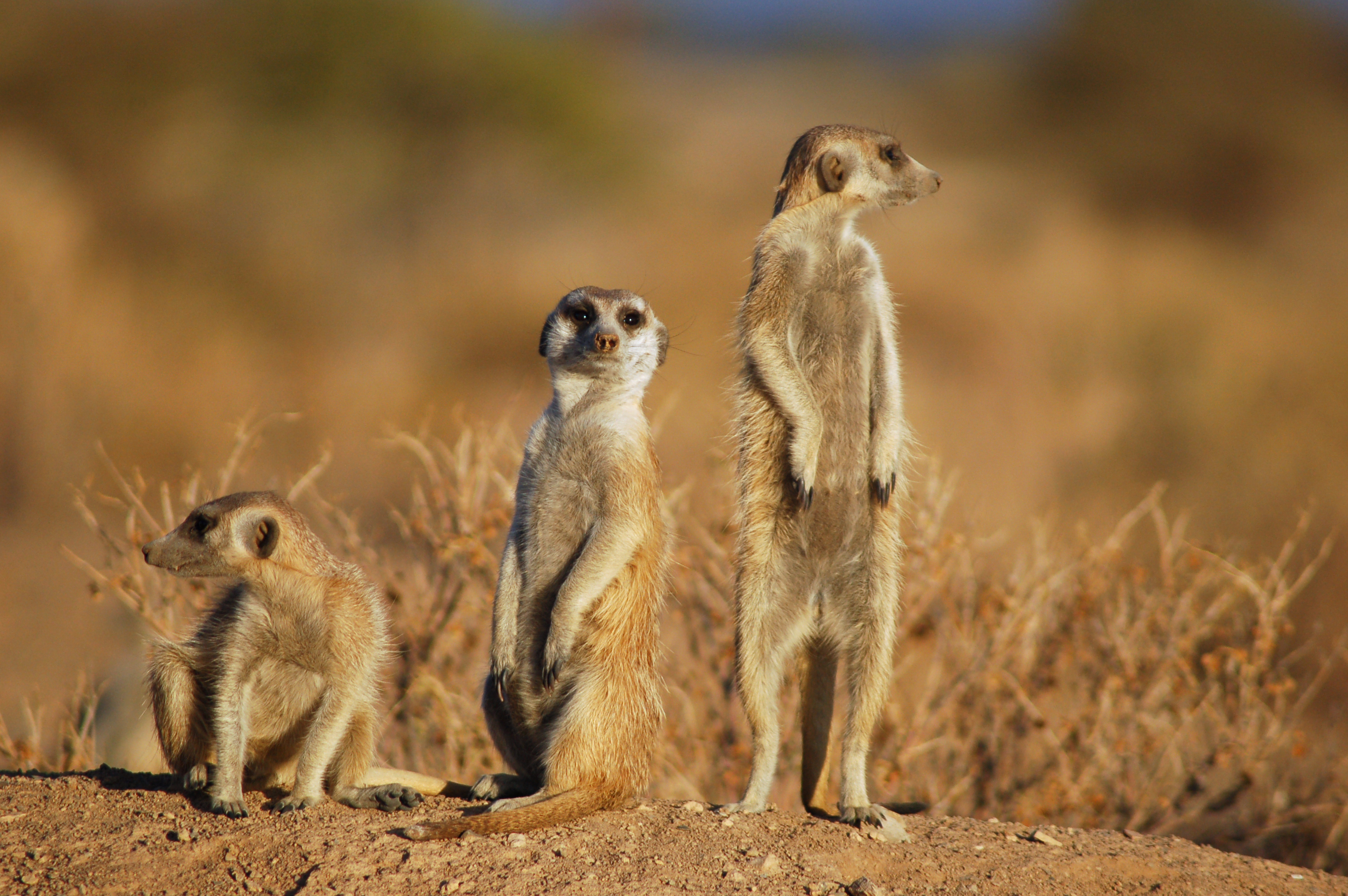
Suricatas.
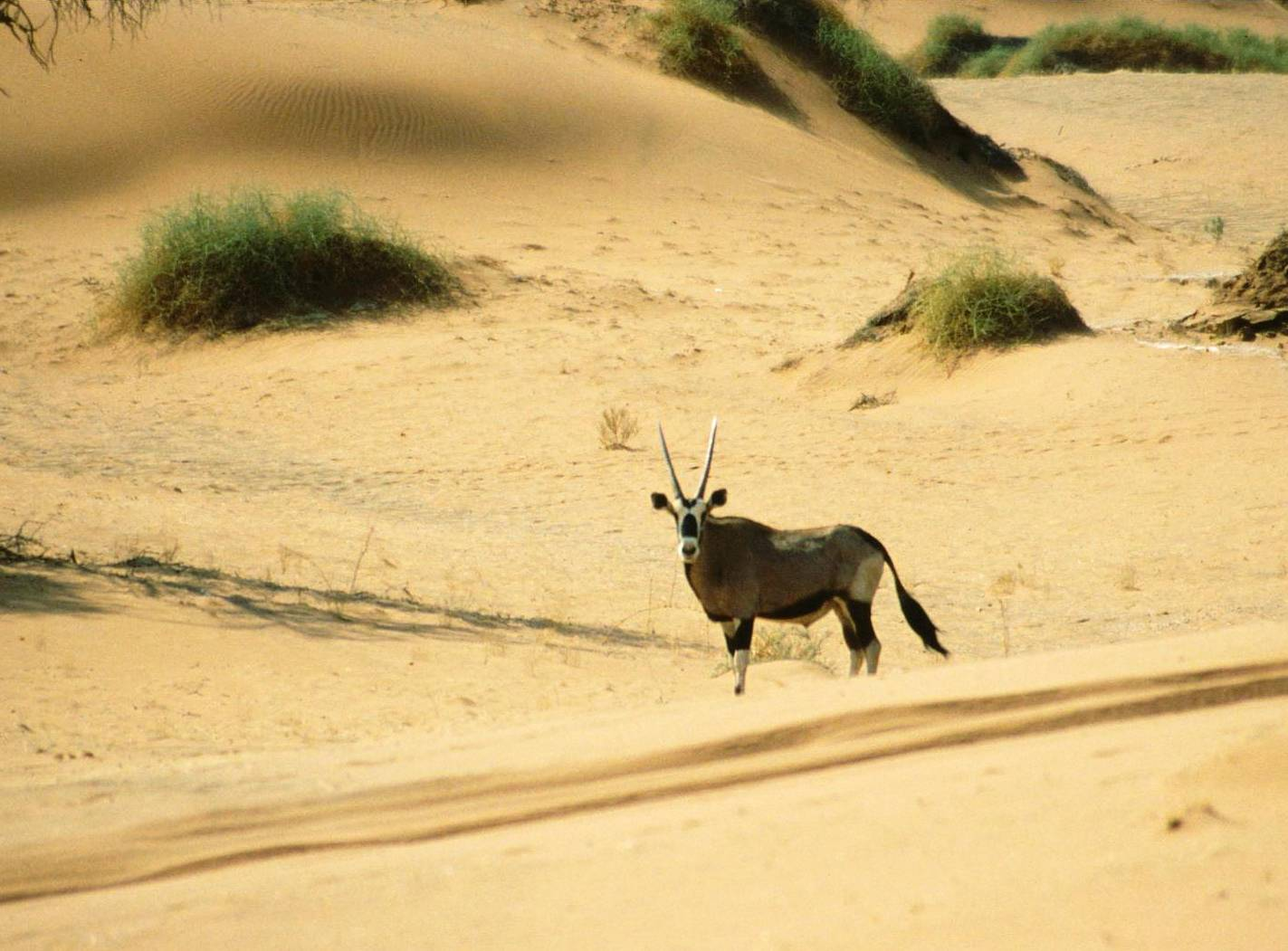
Oryx Gazella.
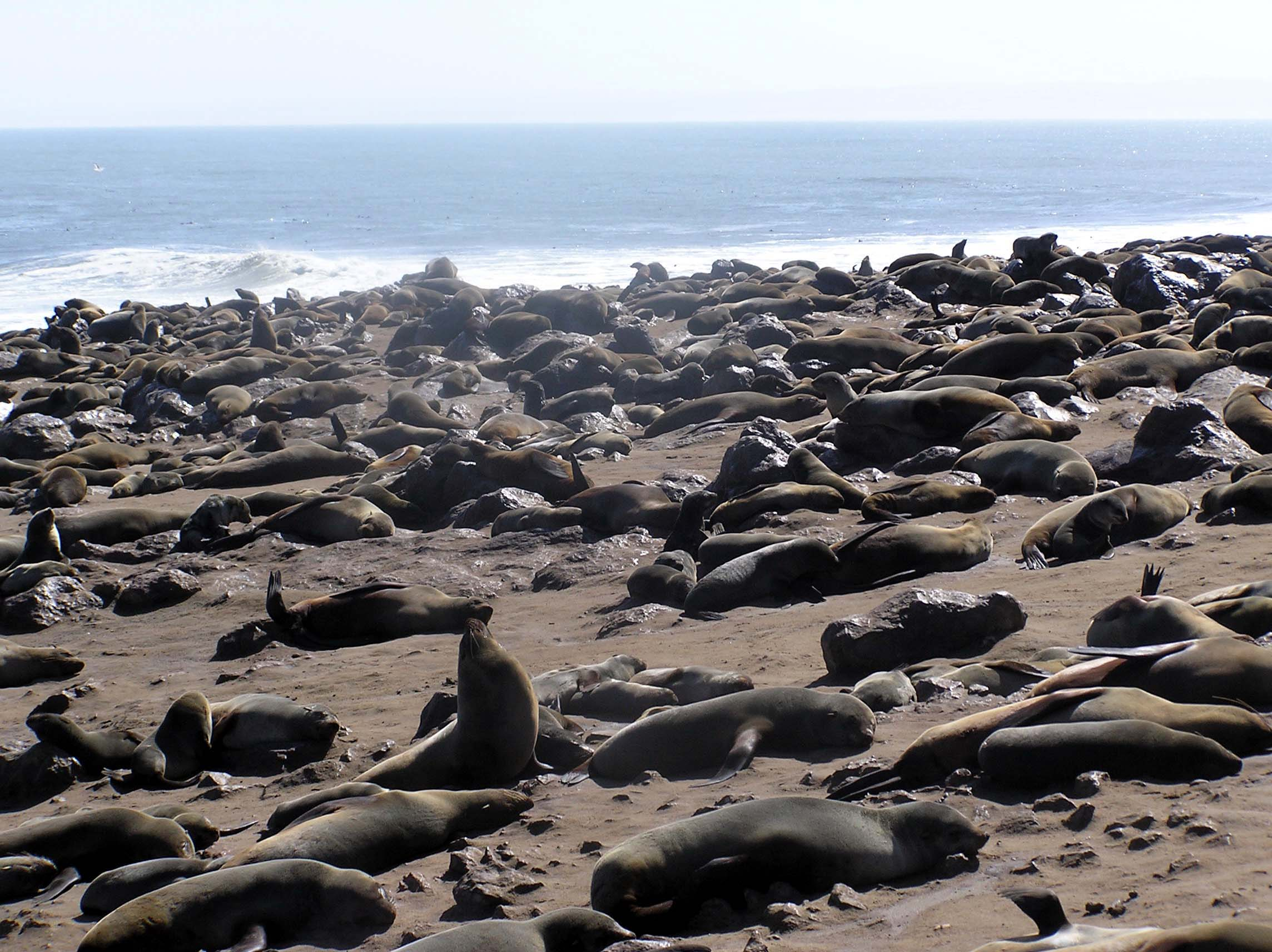
El cabo Cross, con la colonia de osos marinos más importante de África.
Panorama de Spitzkoppe.